# Political Wire
Political wire, транскрипция «политикал уайр» (в переводе с англ. — «политический провод») — американский новостной агрегатор и политический блог. Основан в 1999 году Тиганом Годдаром. Сайт имеет демократическую политическую ориентацию. Ресурс является одним из старейших среди политических в США. Некоторые эксперты называют его еще и одним из самых влиятельных в стране.

## Структура и история сайта
Сайт представляет из себя ленту с авторскими материалами Тигана со ссылками на материалы в других изданиях. Под сообщениями предусмотрены комментарии читателей.
По признанию автора самым сложным в создании ресурса была техническая сторона. Вначале Годдар использовал платформу для блогов Gray Metter, позднее была создана рукописная версия ПО, и только потом стал использоваться Word Press. Годдар утверждает, что в каждый электоральный цикл аудитория ресурса растет.
В 2011 году сайт делал коллаборацию с Congressional Quarterly. Ресурсы договорились об обмене трафиком и новостями. Позднее Congressional Quarterly был куплен изданием Roll Call.
Во время электоральной кампании 2008 года Political Wire был признан изданием PCMAG одним из 20 самых влиятельных политически сайтов США.

## Тиган Годдар
До появления блога Годдар работал политическим консультантом губернатора штата Коннектикут, сотрудником аппарата Сената США и управляющим в инвестиционной компании. Будущую глобальную блог-платформу он начинал как хобби. Вдохновением для создания своего блога послужила пятничная колонка в The Wall Street Journal, которая называлась Washington Wire. Кроме Political Wiire ему принадлежат еще три ресурса — politicaljobhunt.com, electoralvotemap.com и politicaldictionary.com. Годдар является автором книги и ведет свой блог на The Week. По собственному признанию есть три СМИ, которые Тиган ценит с профессиональной точки зрения: Bloomberg, The New York Times, and The Wall Street Journal. В разное время его колонки выходили в таких изданиях, как: Boston Globe, Chicago Tribune, San Francisco Chronicle, USA Today и The Washington Post. Годдар окончил Гарвардский университет. Живет в Нью-Йорке с тремя детьми.